# Ковали (железнодорожный блокпост, Амурская область)
Ковали́ — железнодорожный блокпост (населённый пункт) в Сковородинском районе Амурской области России. Входит в городское поселение Рабочий посёлок (пгт) Уруша.

## География
Блок-пост Ковали расположен на Транссибе в 78 км к западу от районного центра, города Сковородино, и в 10 км от центра городского поселения, пгт Уруша. Автодорога Чита — Хабаровск проходит в 7 км южнее населённого пункта.

## Население
| 2002 | 2010 | 2012 | 2013 | 2014 | 2015 | 2016 |
| ---- | ---- | ---- | ---- | ---- | ---- | ---- |
| 6    | ↘0   | →0   | →0   | →0   | →0   | ↗1   |
| 2017 | 2018 | 2021 |      |      |      |      |
| →1   | →1   | ↘0   |      |      |      |      |

## Инфраструктура
- Блок-пост на Транссибе (Забайкальская железная дорога).